# Saison 2 de Salvation
Chronologie
Saison 1
Cet article présente les treize épisodes de la deuxième saison de la série télévisée américaine Salvation.

## Distribution

### Acteurs principaux
- Santiago Cabrera (VF : Anatole de Bodinat) : Darius Tanz
- Jennifer Finnigan (VF : Hélène Bizot) : Grace Barrows
- Charlie Rowe (VF : Benjamin Gasquet) : Liam Cole
- Jacqueline Byers (VF : Marie Tirmont) : Jillian Hayes
- Melia Kreiling : Alycia Vrettou[1] (11 épisodes)
- Ashley Thomas : Alonzo Carter[1] (11 épisodes)
- Ian Anthony Dale (VF : Bruno Choel) : Harris Edwards

### Acteurs récurrents
- Madison Smith : Nate Ryland (9 épisodes)
- Joan Gregson : Old Woman Re / Syst (7 épisodes)
- Luke Arnold : Bass Shepherd (7 épisodes)
- Samantha Ferris : Director Evelyn Davis (7 épisodes)
- Anjali Jay : Dr Rosetta Stendahl (7 épisodes)
- Tovah Feldshuh : Présidente Pauline Mackenzie (épisodes 1 à 6)
- Dennis Boutsikaris (VF : Thierry Buisson) : Dr Malcom Croft (5 épisodes)
- Sasha Roiz : Vice-Président Bennett (5 épisodes)
- Taylor Cole : Fiona[2] (5 épisodes)
- Christian Sloan : White Hair (5 épisodes)
- Sarah Edmondson (en) : Nora (épisodes 9 à 13)
- John Noble : Nicholas Tanz (4 épisodes)
- Jonathan Silverman : Roland Cavanaugh[2] (4 épisodes)

### Invités
- Erica Luttrell (VF : Annie Milon) : Claire Rayburn (épisodes 1 à 3)
- Mark Moses (VF : Luc Bernard) : Hugh Barrows (épisodes 2, 4 et 6)
- Rachel Drance (VF : Clara Quilichini) : Zoe Barrows (épisodes 10 à 13)
- André Dae Kim (VF : Adrien Solis) : Dylan Edwards (épisode 13)

## Liste des épisodes

### Épisode 1:Entrer dans la danse
- États-Unis /  Canada : 25 juin 2018 sur CBS / Global
- France : 
  - 1er décembre 2018 sur Sérieclub
  - 25 juin 2020 sur M6

- États-Unis : 3,36 millions de téléspectateurs[3] (première diffusion)

### Épisode 2:L'art de la diplomatie
- États-Unis /  Canada : 2 juillet 2018 sur CBS / Global
- France : 
  - 1er décembre 2018 sur Sérieclub
  - 25 juin 2020 sur M6

- États-Unis : 3,11 millions de téléspectateurs[4] (première diffusion)

### Épisode 3:Crime et châtiment
- États-Unis /  Canada : 9 juillet 2018 sur CBS / Global
- France : 
  - 1er décembre 2018 sur Sérieclub
  - 2 juillet 2020 sur M6

- États-Unis : 2,57 millions de téléspectateurs[5] (première diffusion)

### Épisode 4:L'appel aux armes
- États-Unis /  Canada : 16 juillet 2018 sur CBS / Global
- France : 
  - 8 décembre 2018 sur Sérieclub
  - 2 juillet 2020 sur M6

- États-Unis : 2,53 millions de téléspectateurs[6] (première diffusion)

### Épisode 5:La chute de la Maison-Blanche
- États-Unis /  Canada : 23 juillet 2018 sur CBS / Global
- France : 
  - 8 décembre 2018 sur Sérieclub
  - 2 juillet 2020 sur M6

- États-Unis : 2,57 millions de téléspectateurs[7] (première diffusion)

### Épisode 6:La clef du mystère
- États-Unis /  Canada : 30 juillet 2018 sur CBS / Global
- France : 
  - 8 décembre 2018 sur Sérieclub
  - 9 juillet 2020 sur M6

- États-Unis : 2,6 millions de téléspectateurs[8] (première diffusion)

### Épisode 7:La folie du roi Tanz
- États-Unis /  Canada : 6 août 2018 sur CBS / Global
- France : 
  - 15 décembre 2018 sur Sérieclub
  - 9 juillet 2020 sur M6

- États-Unis : 2,44 millions de téléspectateurs[9] (première diffusion)

### Épisode 8:Ouvre les yeux
- États-Unis /  Canada : 13 août 2018 sur CBS / Global
- France : 
  - 15 décembre 2018 sur Sérieclub
  - 9 juillet 2020 sur M6

- États-Unis : 2,62 millions de téléspectateurs[10] (première diffusion)

### Épisode 9:Les hommes de l'ombre
- États-Unis /  Canada : 20 août 2018 sur CBS / Global
- France : 
  - 15 décembre 2018 sur Sérieclub
  - 16 juillet 2020 sur M6

- États-Unis : 2,53 millions de téléspectateurs[11] (première diffusion)

### Épisode 10:L'Ennemi de mon ennemi
- États-Unis /  Canada : 27 août 2018 sur CBS / Global
- France : 
  - 22 décembre 2018 sur Sérieclub
  - 16 juillet 2020 sur M6

- États-Unis : 2,56 millions de téléspectateurs[12] (première diffusion)

### Épisode 11:Le Jour de l'Acceptation
- États-Unis /  Canada : 3 septembre 2018 sur CBS / Global
- France : 
  - 22 décembre 2018 sur Sérieclub
  - 16 juillet 2020 sur M6

- États-Unis : 2,43 millions de téléspectateurs[13] (première diffusion)

### Épisode 12:La Dernière carte
- États-Unis /  Canada : 10 septembre 2018 sur CBS / Global
- France : 
  - 29 décembre 2018 sur Sérieclub
  - 23 juillet 2020 sur M6

- États-Unis : 2,74 millions de téléspectateurs[14] (première diffusion)

### Épisode 13:Comme un colibri
- États-Unis /  Canada : 17 septembre 2018 sur CBS / Global
- France : 
  - 29 décembre 2018 sur Sérieclub
  - 23 juillet 2020 sur M6

- États-Unis : 2,61 millions de téléspectateurs[15] (première diffusion)